# 片野坂栄子
片野坂 栄子（かたのさか えいこ、1941年1月17日 - ）は、日本のソプラノ歌手、オペラ歌手。鹿児島県出身。

## 来歴
武蔵野音楽大学を経てウィーン国立アカデミーを首席で卒業。1964年ウィーン国際オペラ・コンクール入賞、1965年バルセロナ「フランシスコ・ヴィーナス」国際音楽コンクール第1位優勝。以来、バーンスタイン、マタチッチ、ミュンヒンガーなどの著名な指揮者のもとでウィーン・フィルハーモニー管弦楽団、NHK交響楽団、北ドイツ放送交響楽団などと、コンサート歌手として共演する。1974年より第1ソプラノ歌手として、ドイツ・パッサウ市立歌劇場、ヒルデスハイム歌劇場、デュッセルドルフ歌劇場、ミュンヘン歌劇場などと専属客演契約で活躍する。
歌ったレパートリーも幅広く、主なものに、モーツァルトではパミーナ(『魔笛』)、ドンナ・エルヴィラ(『ドン・ジョヴァンニ』)、ドンナ・アンナ(『ドン・ジョヴァンニ』)、フィオルデリージ。他ではミミ（『ラ・ボエーム』）、ルサルカ、マッダレーナ（『アンドレア・シェニエ』）、アガーテ（『魔弾の射手』）、蝶々夫人（『蝶々夫人』）などがある。特に1977年にミュンヘン国立ゲルトナー歌劇場のプレミエで歌った「蝶々夫人」は絶賛を博し、“黄金のばら賞”を受賞。この他、ヨーロッパの各歌劇場にて｢蝶々夫人｣を200回以上も主演したことは特筆される。
現在は日本国内において定期的にソプラノ・リサイタルを開催している。
大分県立芸術文化短期大学名誉教授。